# Magdalena (personaggio)
Magdalena è un personaggio dei fumetti della Top Cow, ideato nel 2000. Appare in storie appartenenti a serie dedicate ad altri personaggi Top Cow e non, come Darkness, Witchblade, Angelus, Tomb Raider e Vampirella.

## Biografia del personaggio
La Magdalena è una donna prescelta dalla Chiesa, selezionata per la sua fede e per la somiglianza con coloro che l'hanno preceduta, per sconfiggere le forze del male. In molte mini-serie dedicate a questi, viene lasciato intendere, sia implicitamente che esplicitamente, che esse sarebbero discendenti da Sarah, figlia di Gesù e Maria Magdalena. Sono combattenti addestrate all'uso di molte armi (in genere armi bianche). Ad ogni Magdalena una volta completato l'addestramento viene affidata la Lancia del destino, che ha il potere di ampliare la fede di chi la tocca, consentendo l'avverarsi di miracoli. La lancia è la stessa lancia con cui il centurione Longino colpì il Cristo, Longino per questa pazzia venne maledetto a restare sulla terra fino all'Apocalisse. Il ruolo di Magdalena è stato rivestito da molte donne nel corso dei secoli, donne che si sono sacrificate per impedire alle forze oscure di dominare sul mondo.
L'ultima Magdalena è Patience. La precedente venne uccisa da Jackie Estacado ovvero Darkness. Patience all'inizio rifiutò di aderire al suo compito, ma quando l'amica Laurie venne rapita da dei satanisti accettò per salvarla con l'aiuto di Stephan, un agente della Chiesa. Dopo aver guadagnato la Lancia del destino, che le venne consegnata a Malta, raggiunse il luogo dove l'amica era prigioniera, scoprendo che volevano sacrificarla per risvegliare un potente demone, Patience usò il potere della lancia per impedirlo. Ma Laurie la tradì, rivelandosi una satanista: la messa in scena del rapimento era una trappola e quando Patience usò il potere della lancia il demone fu libero. Dopo aver superato una prova di fede, riuscì a sconfiggere il demone. Dopo questa avventura lei decise di fidarsi solo di sé stessa e non della Chiesa. nel corso delle sue avventure ha incontrato la poliziotta Sara Pezzini la custode di Witchblade, la disinibita Vampirella, il malvagio Jackie Estacado detentore di Darkness e il temibile e potente Angelus.